# Monument a la Generalitat
El Monument a la Generalitat és una escultura del 1982 de Josep Maria Subirachs emplaçada a Cervera (Segarra) i protegida com a Bé Cultural d'Interès Local.

## Descripció
Situat en una plaça que forma part de la muralla de Pere el Cerimoniós, no gaire lluny d'on el mateix rei convocà les Corts Catalanes a Cervera, l'any 1359, iniciant així la Generalitat de Catalunya.
És un monument compost per quatre columnes de formigó inclinades, de color marronós, amb forma tronco-piramidal i base quadrada. El formigó està treballat amb baixos relleus entre els que figuren els noms dels presidents de la Generalitat i dades significatives de les diferents etapes de la institució. Segons Subirachs, l'obra simbolitza el redreçament de la Generalitat, per això, presenta les quatre barres de la senyera com si s'anéssin enlairant i entenent la Generalitat com el motor de Catalunya.

## Història
El monument commemoratiu de la Generalitat, institució creada a Cervera en les Corts presidides per Pere el Cerimoniós l'any 1359, fou encarregat per l'Ajuntament l'any 1982. Subirachs es traslladà a Cervera per fer els encofrats i treballà únicament amb operaris cerverins, implicant així el poble en la realització del monument. Fou inaugurat el setembre del mateix 1982.